# Трифазна система електропостачання

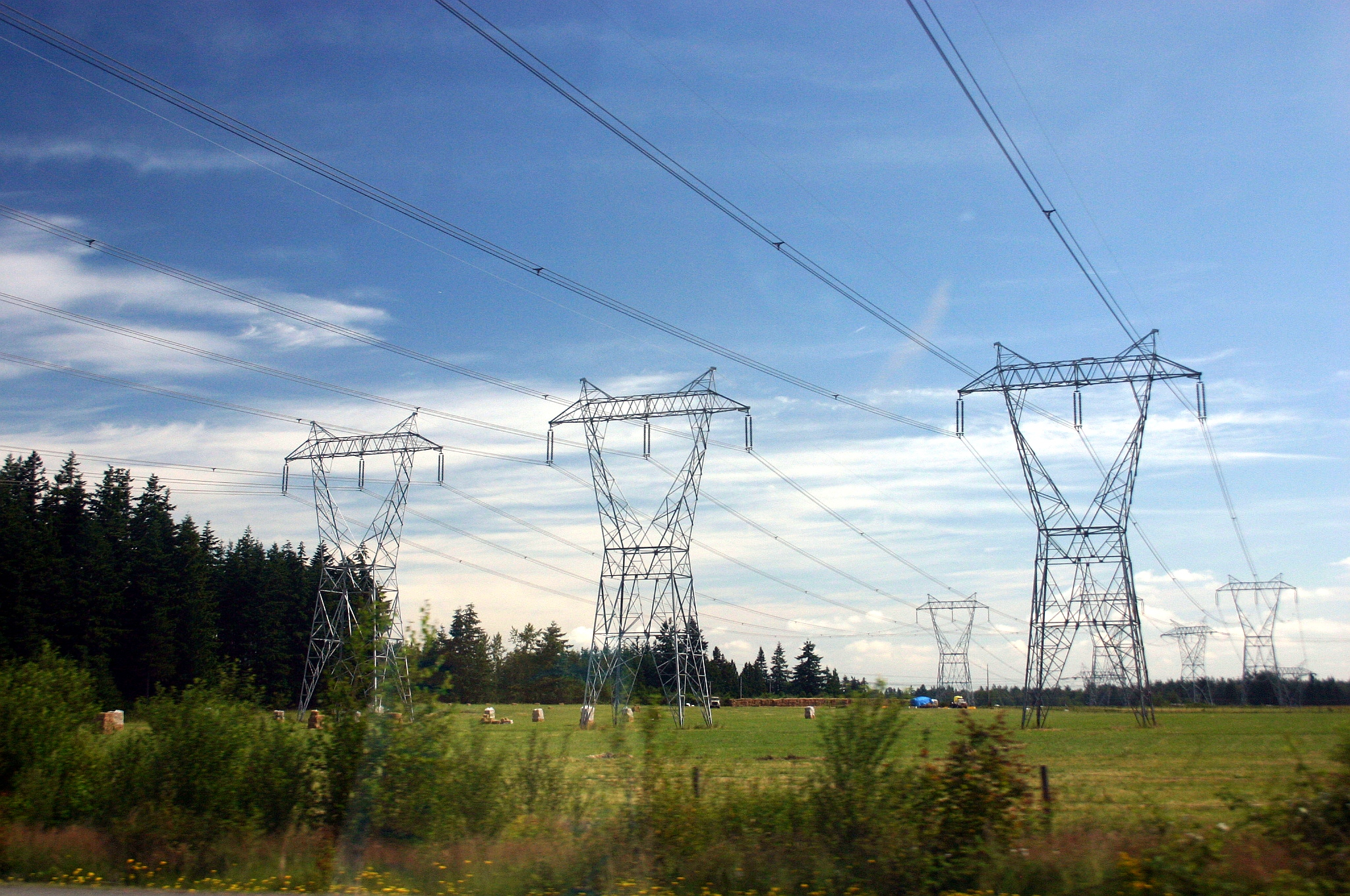
Трифазні ЛЕП

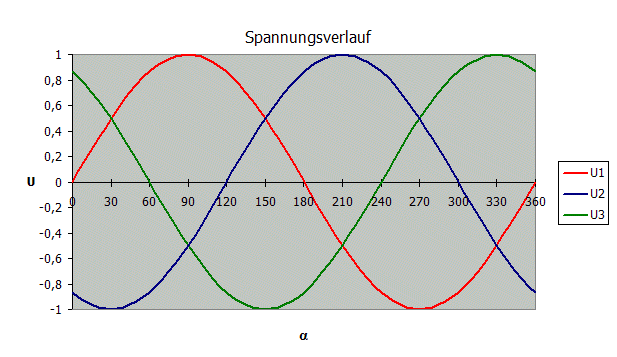
Графічне представлення залежності фазних струмів від часу

З'єднання зіркою

З'єднання трикутником

Трифазна система електропостачання — метод передачі електроенергії змінного струму за допомогою трьох провідників, є найпоширенішим способом передачі електроенергії від виробника до споживача у світі. Трифазна система передачі, як правило, є більш економічно вигідною ніж однофазні і двофазні системи, оскільки потребує менше проводів для передачі електричної енергії тієї ж потужності.
У трифазній системі використовується три проводи із змінним струмом однакової частоти, але зі зсунутими піковими значеннями напруги на фазовий кут 120 градусів.
Трифазні системи можуть мати нейтральний провід. Нейтральний провід дозволяє використовувати більшу напругу за рівних умов, у той же час маючи нижчу напругу для однофазних приладів. У ситуаціях із високовольтною передачею електроенергії нейтральний провід, зазвичай, непотрібний, тому що навантаження можна увімкнути між фазами.